# Amiral Panteleïev (destroyer)
L'Amiral Panteleïev est un destroyer de la classe Oudaloï en service dans la marine russe, nommé d'après l'amiral Iouri Alexandrovitch Panteleïev (en).

## Histoire

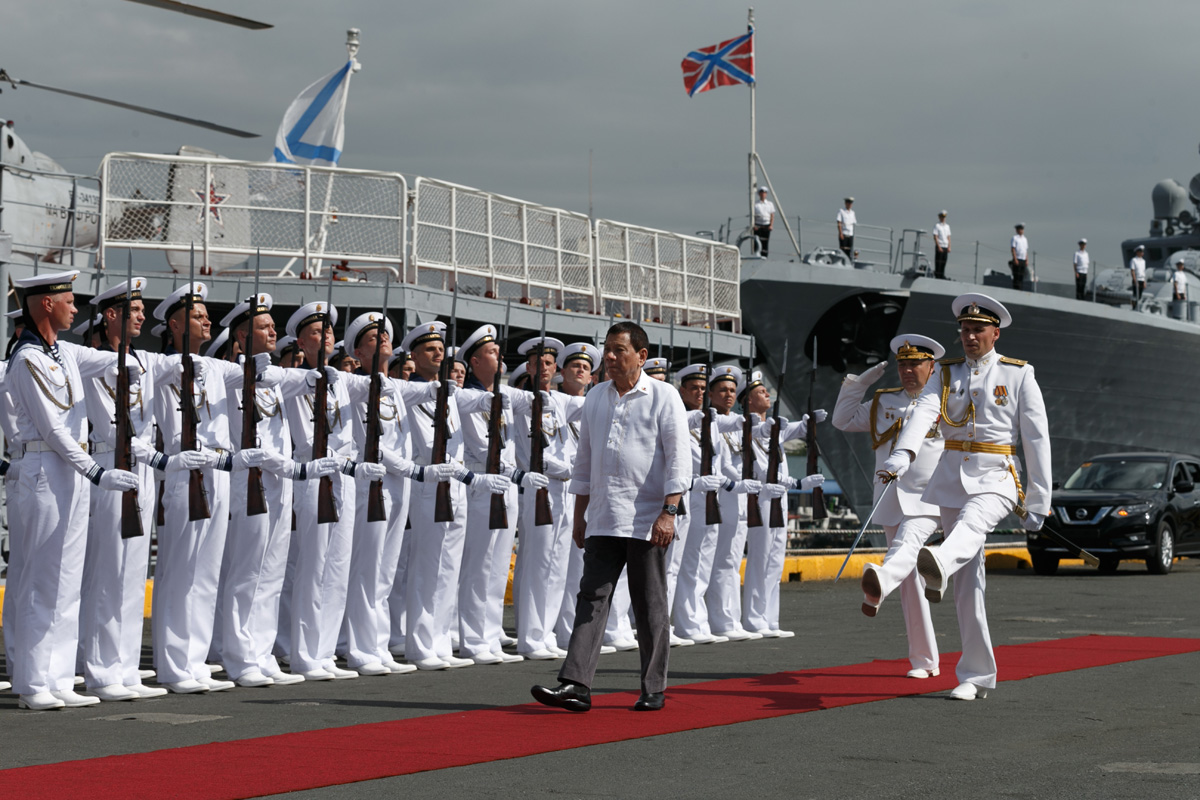
Le président Rodrigo Duterte inspecte lAmiral Panteleïev alors qu'il fournit de l'aide au gouvernement philippin à la suite de la bataille de Marawi.

Opérant dans la flotte russe du Pacifique, le navire est déployé en 2009 dans le cadre d'opérations de lutte contre la piraterie au large des côtes somaliennes. Il participe également à l'exercice RIMPAC 2012.
Du 20 octobre au 26 octobre 2017, l'Amiral Panteleïev rejoint Manille avec à son bord plus de 5000 fusils Kalachnikov AKM, 5000 casques en acier SSh-68, 20 camions utilitaires Ural-4320 et plus d'un million de cartouches de 7,62 × 39 mm dans le cadre de l'aide du gouvernement russe aux Philippines pendant la bataille de Marawi. Le président Rodrigo Duterte visite le navire aux côtés de responsables des Forces armées des Philippines, du département des affaires étrangères philippin et de l'ambassade de Russie le 25 octobre 2017 pour inspecter le matériel donné.
En mars 2022, le destroyer, accompagné du pétrolier Ijora, est signalé en exercice en mer de Chine orientale. Entre le 3 et le 10 juin 2022, l'Amiral Panteleïev, accompagné des corvettes Gromky (en), Sovershennyy (en), Aldar Tsydenjapov (en) et le navire de renseignement Maréchal Krylov, participent à des manœuvres navales dans l'océan Pacifique. Plus de 40 navires de guerre et navires de soutien, ainsi qu'une vingtaine d'avions, ont notamment participé aux exercices.
Le 25 novembre 2022, il reprend la mer pour mener des exercices anti-sous-marins avec un sous-marin diesel-électrique.
Le 27 octobre 2023, l'Amiral Panteleïev et l'Amiral Tribouts quittent l'Indonésie après une visite de courtoisie.